# Дзанагов, Заурбек Черменович
Заурбе́к Черме́нович Дзана́гов (осет. Дзаныгаты Чермены фырт Заурбек; 2 декабря 1955, Орджоникидзе — 7 сентября 2022) — советский и российский скульптор.
Наиболее известен по совместному с Аланом Корнаевым памятнику «Древо скорби» жертвам террористического акта, произошедшего 1—3 сентября 2004 года в здании школы № 1 в Беслане (Северная Осетия — Алания).
Заслуженный скульптор Республики Северная-Осетия Алания (с 1995), лауреат премии Правительства Российской Федерации в области культуры (2006), член Союза художников России (с 1982).
Принадлежал к московской школе скульптуры. В своём творчестве обращался к традиционной осетинской архаике, придавая ей современное звучание. В работе использовал различные материалы: дерево, камень, бронзу, керамику. Наиболее близкими для себя считал темы, связанные с духовностью и внутренним миром человека, используя для их реализации станковую, парковую и монументальную скульптуры, которые привлекают диапазоном самовыражения.

## Биография
Заурбек Дзанагов родился 2 декабря 1955 года во Владикавказе в семье скульптора, народного художника РСФСР, Чермена Урузбековича Дзанагова.
После школы поступил на факультет скульптуры Московского государственного академического художественного института им. В. И. Сурикова (мастерская П. И. Бондаренко). Окончил его с дипломом художника-скульптора в 1979 году.
После окончания вуза вернулся во Владикавказ и работал со своим отцом, участвовал в республиканских, зональных, всесоюзных и всероссийских выставках. В этот период появляются такие работы, как памятник павшим в Великой Отечественной войне в с. Хумалаг, памятник «Иисус Христос» и монументальная скульптура «Уастырджи» в г. Дигора, портретный памятник писателю Арсену Коцоеву во Владикавказе, портреты: трёхкратного олимпийского чемпиона по вольной борьбе Артура Таймазова, золотого призёра Олимпиады в Афинах Эльбруса Тедеева, олимпийского чемпиона по тяжёлой атлетике Тимура Таймазова.
В 2006 году за работу над монументальным комплексом «Владикавказский Мемориал Славы» удостоен премии Правительства Российской Федерации в области культуры.
За создание «Древа скорби», памятника жертвам террористического акта в здании школы № 1 в Беслане в 2004 году, награждён Золотой медалью Российской Академии художеств. В 2006 году вместе с соавторами получили за эту работу первую премию ФСБ России в номинации «изобразительное искусство».
В рамках трансконтинентального проекта «Дорогой славы — от Америки до Азии» изготовил бюст Героя Советского Союза, генерал-полковника Хаджи-Умара Мамсурова. В 1930-е годы Хаджи-Умара Мамсуров под псевдонимом «полковник Ксанти» участвовал в гражданской войне в Испании. Бюст Хаджи-Умара Мамсурова установлен в испанском городе Фуэнлабрада.

## Выставки
Работы Заурбека Дзанагова находятся в постоянной экспозиции:
- Государственной Третьяковской галереи в Москве («Сон пастуха»)[9]
- Художественного музея им. М. С. Туганова во Владикавказе («Поэт Коста Хетагуров», «Звездочет», «Радуга», «Лето», «Пастушок», «Дзера», «Прощание с поэтом», «Молитва», «Легенда»)[9]
- Калининградского областного музея изобразительных искусств («Седьмая похоронка»)[10]
- в штаб-квартире Совета Европы в Страсбурге (копия памятника «Древо скорби»)[11]
- в частных собраниях России, Германии и Японии[9].

Только за последние годы принимает участие в следующих выставках:
- выставка, посвящённая 1100-летию крещения Алании, Владикавказ, 2020
- Республиканская выставка-конкурс «Вернисаж года-2020», Владикавказ
- выставка в Российской Академии художеств, Москва, 2019[12]
- выставка «Вершины гор в ладонях неба», Москва, 2012[13]
- выставка «Мир Кавказу», Владикавказ, 2006
- выставка, посвящённая трагедии в Беслане, Владикавказ, 2006
- Всероссийская выставка ЦДХ, Москва, 2004
- Зональная выставка «Юг России», 2004
- Персональная выставка, Владикавказ, 2003.

## Награды и премии
- Премия ФСБ России (2006, в соавторстве с Аланом Корнаевым) в номинации «Изобразительное искусство» — за памятник «Древо скорби», посвящённый погибшим от рук террористов в школе № 1 в городе Беслане в сентябре 2004
- В 2015 году удостоен Золотой медали «Во Славу Осетии»[14].

## Личная жизнь
Женат с 1988 г. Супруга — Татьяна Петровна Дзанагова (1957 г.р.), сын — Давид Дзанагов (2002 г.р.).